# Estadio Carlos Dittborn
Das Estadio Carlos Dittborn (deutsch: Carlos-Dittborn-Stadion) ist ein Multifunktionsstadion in Arica im Norden Chiles mit einer Kapazität von 27.500 Zuschauern. Es wurde am 15. April 1962 in Betrieb genommen. Das Stadion wird vornehmlich für Fußballspiele genutzt; in ihm tragen die örtlichen Drittligisten CD San Marcos de Arica und Universidad de Tarapacá ihre Partien aus.

## Geschichte
Das Stadion wurde zur Weltmeisterschaft 1962 vom Architekten Karl Brunner konzipiert, der auch das Nationalstadion in Santiago de Chile erbaute. Arica, im äußersten Norden des Landes, wurde als Spielort ausgewählt, weil die Organisatoren sicher waren, dass sich das benachbarte Peru für die WM qualifizieren werde. Doch die peruanische Mannschaft musste den Kolumbianern den Einzug in die Endrunde überlassen. 
Wegen des Wüstenklimas in Arica und des Salpetergehalts des Bodens war es schwierig, einen ordentlichen Rasen im Stadion wachsen zu lassen. Sechs Aussaaten hatten die Bauherren bereits versucht, ehe man auf die Idee kam, das Erdreich auszutauschen und anschließend den Fluss Lauco, der nahe der Stadt sein Bett hatte, zeitweilig zum Stadion umzuleiten. Dadurch konnten die WM-Spiele ab dem 30. Mai 1962 tatsächlich stattfinden.
Das Stadion wurde benannt nach dem Fußballfunktionär Carlos Dittborn Pinto, der von 1955 bis 1957 Präsident der CONMEBOL und später Leiter des Organisationskomitees der WM 1962 war. Er starb nur wenige Tage, bevor das Stadion in Betrieb genommen wurde.

## Fußball-Weltmeisterschaft 1962
Während der WM 1962 fanden im Estadio Carlos Dittborn die Spiele der Gruppe A mit der Sowjetunion, Jugoslawien, Uruguay und Kolumbien statt. Der Zuschauerzuspruch hielt sich in Grenzen: Zur ersten Partie zwischen den beiden südamerikanischen Mannschaften erschienen nur 7.908 zahlende Zuschauer im damals 24.000 Menschen fassenden Stadion. Auch die anderen Spiele konnten nicht mehr als 10.000 Zuschauer anlocken; lediglich das vom deutschen Schiedsrichter Albert Dusch geleitete Spiel zwischen der Sowjetunion und Jugoslawien war mit 15.000 Besuchern eine Ausnahme.
Nicht einmal zum Viertelfinale zwischen den chilenischen Gastgebern und der Sowjetunion am 10. Juni 1962 war das Stadion ausverkauft, sondern mit offiziell 17.268 Besuchern nur zu zwei Dritteln gefüllt. Chile konnte sich in diesem Spiel mit einem 2:1-Sieg für das Halbfinale qualifizieren.
Einer der sechs mit jeweils vier Toren besten Torschützen der WM 1962 war Walentin Iwanow, der alle vier Treffer in diesem Stadion erzielte.